# واو مجهول
واو مجهول یا واکهٔ پسینِ نیم‌بستهٔ گردشده یکی از واکه‌های زبان‌های فارسی نو و فارسی میانه است. نماد این واج در الفبای آوانگار بین‌المللی ⟨:o⟩ است.
الگو:IPA vowels

## در آثار گذشتگان
سیبویهٔ شیرازی می‌نویسد: «از این جمله تغییر حرکتی است که در کلمات زور و آشوب است. در عربی می‌گویند زور و آشوب، و این فاسد کردن است، زیرا آن حرکت در زبان ایشان نیست». حمزهٔ اصفهانی می‌نویسد: «حرفی که به واو شبیه است در حرف دوم کلمهٔ «نو» و «بو»». خواجه نصیرالدین طوسی از جملهٔ واکه‌های کشیده که ویژهٔ پارسی است می‌نویسد: «یکی از آن حرفی است که میان ضمت و فتحت باشد. چنان‌که در لفظِ شور افتد که به تازی مالح باشد.» و جای دیگر می‌گوید: «حرفی که به واو مانَد، در لفظِ کور و شور». این واکه هنوز در برخی از نواحی فارسی‌زبان و در برخی از گویش‌های ایرانی هست، اما در فارسی معیارِ ایران وجود ندارد و همه‌جا به واکهٔ کشیدهٔ /:u/ بدل یافته‌است.

## در زبان‌شناسی نوین
گونهٔ جلوآمدهٔ واکهٔ پسینِ نیم‌بستهٔ گردشده، شایع‌ترین گونهٔ این واکهٔ گردشده است. ازآنجاکه برای نمایش جلوآمدگی حرکت (diacritic) اختصاصی‌ای وجود ندارد، می‌توان از نماد ⟨o⟩ به‌اضافهٔ حرکتی که پیش‌تر برای نمایش لبی‌شدگی به کار برده می‌شد، به‌عنوان نمادی برای نمایش گونهٔ جلوآمدهٔ واکهٔ پسینِ نیم‌بستهٔ گردشده استفاده کرد؛ یعنی ⟨o̫⟩. همچنین می‌توانیم برای نمایش این واج از آوانوشت‌هایی چون ⟨oʷ⟩ یا ⟨ɤʷ⟩ بهره ببریم؛ البته این دو نماد ممکن است با یک واکهٔ ترکیبی اشتباه گرفته شوند.

### ویژگی‌ها
- این واکه از نظر بلندی نیم‌بسته است، بدین معنا که زبان برای ایجاد آن در بین واجگاهِ واکهٔ بسته و واکهٔ میانی قرار می‌گیرد.
- همچنین از نظر برگشتی پیشین به‌شمار می‌رود؛ بدین معنا که زبان برای ایجاد آن باید در پیشِ (جلو) دهان قرار گیرد، بدون آنکه آن اندازه تنگی ایجاد کند که همخوان شمرده شود.
- این واکه گردشده است، به این معنا که لب‌ها در هنگام ادای آن گرد می‌شوند. این گردشدگی می‌تواند جلوآمده یا فشرده باشد. گونهٔ جلوآمدهٔ این واکه شایع‌تر از گونهٔ فشردهٔ آن است.